# Copa Constitució
La Copa Constitució  (en español: Copa Constitución), conocida desde la temporada 2023-24 como Copa Constitució Valira Seguretat por motivos de patrocinio, es un torneo de fútbol de Andorra que se disputa en rondas eliminatorias. Fue creada en 1991 y la organiza la Federación Andorrana de Fútbol. Desde la temporada 1995-96, el torneo está afiliado a la FIFA y UEFA.
El equipo campeón accede a la primera ronda de clasificación de la Liga Conferencia de la UEFA.

## Finales
| Temporada | Campeón                 | Resultado            | Subcampeón              |
| --------- | ----------------------- | -------------------- | ----------------------- |
| 1991      | FC Santa Coloma         |                      |                         |
| 1992      | Edición no disputada    | Edición no disputada | Edición no disputada    |
| 1993      | Edición no disputada    | Edición no disputada | Edición no disputada    |
| 1994      | CE Principat            |                      |                         |
| 1995      | CE Principat            |                      |                         |
| 1996      | CE Principat            | 2 - 0                | FC Santa Coloma         |
| 1997      | CE Principat            | 7 - 0                | UE Sant Julià           |
| 1998      | CE Principat            | 4 - 3                | FC Santa Coloma         |
| 1999      | CE Principat            | 3 - 1                | FC Santa Coloma         |
| 2000      | Constel·lació Esportiva | 6 - 0                | FC Encamp               |
| 2001      | FC Santa Coloma         | 2 - 0                | UE Sant Julià           |
| 2002      | FC Lusitanos            | 2 - 0                | Inter Club d'Escaldes   |
| 2003      | FC Santa Coloma         | 5 - 3                | UE Sant Julià           |
| 2004      | FC Santa Coloma         | 1 - 0                | UE Sant Julià           |
| 2005      | FC Santa Coloma         | 2 - 1                | UE Sant Julià           |
| 2006      | FC Santa Coloma         | 1 - 1 (5–3 pen.)     | FC Rànger's             |
| 2007      | FC Santa Coloma         | 2 - 2 (4–2 pen.)     | UE Sant Julià           |
| 2008      | UE Sant Julià           | 6 - 1                | FC Lusitanos            |
| 2009      | FC Santa Coloma         | 6 - 1                | FC Lusitanos            |
| 2010      | UE Sant Julià           | 1 - 0                | UE Santa Coloma         |
| 2011      | UE Sant Julià           | 3 - 1                | UE Santa Coloma         |
| 2012      | FC Santa Coloma         | 1 - 0                | FC Lusitanos            |
| 2013      | UE Santa Coloma         | 3 - 2 (pro.)         | UE Sant Julià           |
| 2014      | UE Sant Julià           | 1 - 0                | FC Lusitanos            |
| 2015      | UE Sant Julià           | 1 - 1 (5–4 pen.)     | FC Santa Coloma         |
| 2016      | UE Santa Coloma         | 3 - 0                | UE Engordany            |
| 2017      | UE Santa Coloma         | 1 - 0                | FC Santa Coloma         |
| 2018      | FC Santa Coloma         | 2 - 1                | UE Sant Julià           |
| 2019      | UE Engordany            | 2 - 0                | FC Santa Coloma         |
| 2020      | Inter Club d'Escaldes   | 2 - 0                | FC Santa Coloma         |
| 2021      | UE Sant Julià           | 2 - 1                | Atlètic Club d'Escaldes |
| 2022      | Atlètic Club d'Escaldes | 4 - 1                | UE Extremenya           |
| 2023      | Inter Club d'Escaldes   | 2 - 1                | FC Santa Coloma         |
| 2024      | UE Santa Coloma         | 1 - 0 (pro.)         | Pas de la Casa          |
| 2025      | Inter Club d'Escaldes   | 1 - 0                | Atlètic Club d'Escaldes |

## Títulos por club
| Club                      | Títulos | Subtítulos | Años campeón                                               | Años subcampeón                                |
| ------------------------- | ------- | ---------- | ---------------------------------------------------------- | ---------------------------------------------- |
| FC Santa Coloma           | 10      | 8          | 1991, 2001, 2003, 2004, 2005, 2006, 2007, 2009, 2012, 2018 | 1996, 1998, 1999, 2015, 2017, 2019, 2020, 2023 |
| UE Sant Julià             | 6       | 8          | 2008, 2010, 2011, 2014, 2015, 2021                         | 1997, 2001, 2003, 2004, 2005, 2007, 2013, 2018 |
| CE Principat †            | 6       | –          | 1994, 1995, 1996, 1997, 1998, 1999                         | –                                              |
| UE Santa Coloma           | 4       | 2          | 2013, 2016, 2017, 2024                                     | 2010, 2011                                     |
| Inter Club d'Escaldes     | 3       | 1          | 2020, 2023, 2025                                           | 2002                                           |
| FC Lusitanos              | 1       | 4          | 2002                                                       | 2008, 2009, 2012, 2014                         |
| Atlètic Club d'Escaldes   | 1       | 2          | 2022                                                       | 2021, 2025                                     |
| UE Engordany              | 1       | 1          | 2019                                                       | 2016                                           |
| Constel·lació Esportiva † | 1       | –          | 2000                                                       | –                                              |
| FC Encamp                 | –       | 1          | –                                                          | 2000                                           |
| FC Rànger's               | –       | 1          | –                                                          | 2006                                           |
| UE Extremenya             | –       | 1          | –                                                          | 2022                                           |
| Pas de la Casa            | –       | 1          | –                                                          | 2024                                           |

- † Equipo desaparecido.

## Títulos por parroquia
| Parroquia              | Títulos | Subtítulos | Clubes campeones                                                                                           |
| Andorra la Vieja       | 22      | 15         | FC Santa Coloma (10), CE Principat (6), UE Santa Coloma (4), FC Lusitanos (1), Constel·lació Esportiva (1) |
| San Julián de Loria    | 6       | 8          | UE Sant Julià (6)                                                                                          |
| Las Escaldas-Engordany | 5       | 4          | Inter Club d'Escaldes (3), UE Engordany (1), Atlètic Club d'Escaldes (1)                                   |
| Encamp                 | 0       | 2          | - |
| La Massana             | 0       | 1          | - |